# Muzeum Skanderbega
Muzeum Skanderbega (alb. Muzeu Kombëtar Gjergj Kastrioti Skënderbeu) – albańskie muzeum poświęcone postaci Skanderbega, otwarte 1 listopada 1982, z siedzibą w Krui.

## Historia
We wrześniu 1976 prof. Aleks Buda przedstawił ideę budowy muzeum Skanderbega. Muzeum zostało zaprojektowane przez zespół architektów kierowany przez córkę Envera Hoxhy, Pranverę, Klementa Kolaneciego oraz Pirro Vaso. Prace przygotowawcze w Krui rozpoczęto we wrześniu 1978. W 1980 projekt muzeum konsultowała grupa historyków, kierowana przez Kristo Frashëriego. Powstałe w 1982 muzeum zostało zlokalizowano w głębi Zamku w Krui, obok Muzeum Etnograficznego. Zamek jest symbolem oporu Albańczyków przeciwko najazdom osmańskim. Trzykrotne jego oblężenia (1450, 1466 i 1467) zakończyły się niepowodzeniem i pozwoliły przetrwać państwu stworzonemu przez Skanderbega. Uroczysta inauguracja muzeum odbyła się 1 listopada 1982, z udziałem członków Biura Politycznego Albańskiej Partii Pracy. Niezadowolony z końcowego efektu Enver Hoxha nie wziął udziału w uroczystości.

## Zbiory
Zbiory muzealne obejmują zachowane przedmioty (głównie militaria), pochodzące z XV wieku, które zostały wydobyte z ziemi w czasie prac archeologicznych oraz dzieła sztuki (rzeźby i obrazy), upamiętniające postać Skanderbega. W zbiorach znajduje się także oryginalny dzwon z 1462. Muzeum prowadzi działalność badawczą poświęconą postaci Skanderbega, gromadząc zarazem publikacje obcojęzyczne poświęcone albańskiemu władcy (w tym także w języku polskim). W muzeum znajduje się także replika hełmu i szabli Skanderbega (oryginał hełmu jest przechowywany w Kunsthistorisches Museum w Wiedniu).